# Vladimir Bobresjov
Vladimir Ivanovitj Bobresjov (ryska: Владимир Иванович Бобрешов), född den 14 april 1968 i Voronezj i Ryska  SFSR i Sovjetunionen (nu Ryssland), en rysk före detta  kanotist som tävlade för Sovjetunionen, det Förenade laget samt Ryssland.
Han tog bland annat VM-guld i K-4 10000 meter i samband med sprintvärldsmästerskapen i kanotsport 1989 i Plovdiv.